# Charles Warren
Cet article concerne le militaire et archéologue britannique, chef de la police à Londres. Pour l'avocat et historien américain, voir Charles Warren (avocat).
Charles Warren, né le 7 février 1840 à Bangor au Pays de Galles et mort le 21 janvier 1927 à Weston-super-Mare en Angleterre, était militaire et archéologue britannique.

## Biographie
Charles Warren fait une brillante carrière militaire, notamment en Afrique du Sud, et fut ami avec Baden Powell, à l'origine du scoutisme. Haut-commissaire de la Metropolitan Police, à Londres, durant la période où sévit Jack l'Éventreur, il est très critiqué par la presse, principalement pour les évènements du Bloody Sunday du 13 novembre 1887. Durant cette manifestation pacifique, Warren donne l'ordre aux policiers de charger la foule, provoquant la mort de trois personnes et faisant plus de 200 blessés.
Il donne sa démission lors de l'affaire Jack l'Éventreur le 9 novembre 1888, incapable de faire arrêter l'assassin. Envoyé à Singapour, il reprend du service lors la seconde guerre des Boers en 1900. 
Il a quatre enfants avec Fanny Margaretta Haydon, qui l'épouse le 1er septembre 1864. Il décède d'une pneumonie le 21 janvier 1927, à 86 ans.

### Franc-maçonnerie
Charles Warren est membre éminent de la Franc-maçonnerie. Il est un membre fondateur de la loge Quatuor Coronati et de la première loge maçonnique en Israël, à l'origine une des carrières du roi Salomon pour l'édification du Temple de Jérusalem ,,.